# Toyota Camry TC
El Toyota Camry TC es un automóvil prototipo de carreras producido en Argentina, bajo estándares técnicos de la Asociación Corredores de Turismo Carretera, a pedido de la filial argentina del fabricante japonés Toyota para su incursión en el Turismo Carretera. Se trata de una reproducción hecha en Argentina de la versión XV70 del mencionado modelo, la cual fue ajustada a las normativas técnicas de ACTC, siendo su producción asumida por la empresa Talleres Jakos.
El carrozado del prototipo recrea fielmente la silueta del automóvil original, desde su pilar A hasta su baúl, siendole implementados los aditamentos reglamentarios de ACTC, como ser su trompa postiza y sus pontones laterales. En cuanto a su estructura, el coche fue proyectado sobre una plataforma estructural de caños tubulares, originalmente diseñada por Talleres Jakos para el modelo Torino Cherokee, mientras que para su motorización fue implementado un motor SOHC desarrollado por Oreste Berta para ACTC, con parámetros reglamentados para el modelo Dodge Cherokee. Completa el conjunto mecánico, la implementación de una caja de cambios Sáenz TT Series de 6 velocidades, homologada por ACTC y llantas provistas por la firma Neumáticos de Avanzada.
El desarrollo de este prototipo se dio a colación de una serie de negociaciones encaradas por la filial argentina de Toyota con la Asociación Corredores de Turismo Carretera desde el año 2018, con el objetivo de ampliar la participación de la marca japonesa en la categoría, la cual en ese entonces se reducía a una cuestión meramente publicitaria. Tras la incorporación de esta marca con un equipo oficial en la categoría TC Pick Up, se buscó ampliar tal participación, llegando a un acuerdo para incorporar a Toyota en el Turismo Carretera, anunció que fue realizado en el mes de octubre de 2021.
Tras el anuncio oficial y posterior inicio de las tareas de armado y desarrollo del prototipo, en el mes de diciembre de 2021 fue presentado oficialmente el equipo Toyota Gazoo Racing Argentina de TC, con las confirmaciones de Andrés Jakos y Matías Rossi como pilotos, contando con la preparación del equipo Dole Racing. La preparación de los motores de estas unidades corrió por cuenta del preparador Rody Agut, reconocido por haber motorizado a Mariano Werner, tricampeón de la especialidad.
El debut de este modelo en el Turismo Carretera tuvo lugar el 13 de febrero de 2022, en el Autódromo Ciudad de Viedma de la Provincia de Río Negro. Esta presentación tuvo lugar luego de 41 años en los que el TC solamente pasó a contar con sólo 4 marcas, tras la presentación en 1981 de Nicolás Mauro con un Peugeot 504.

## Historia

### Previa

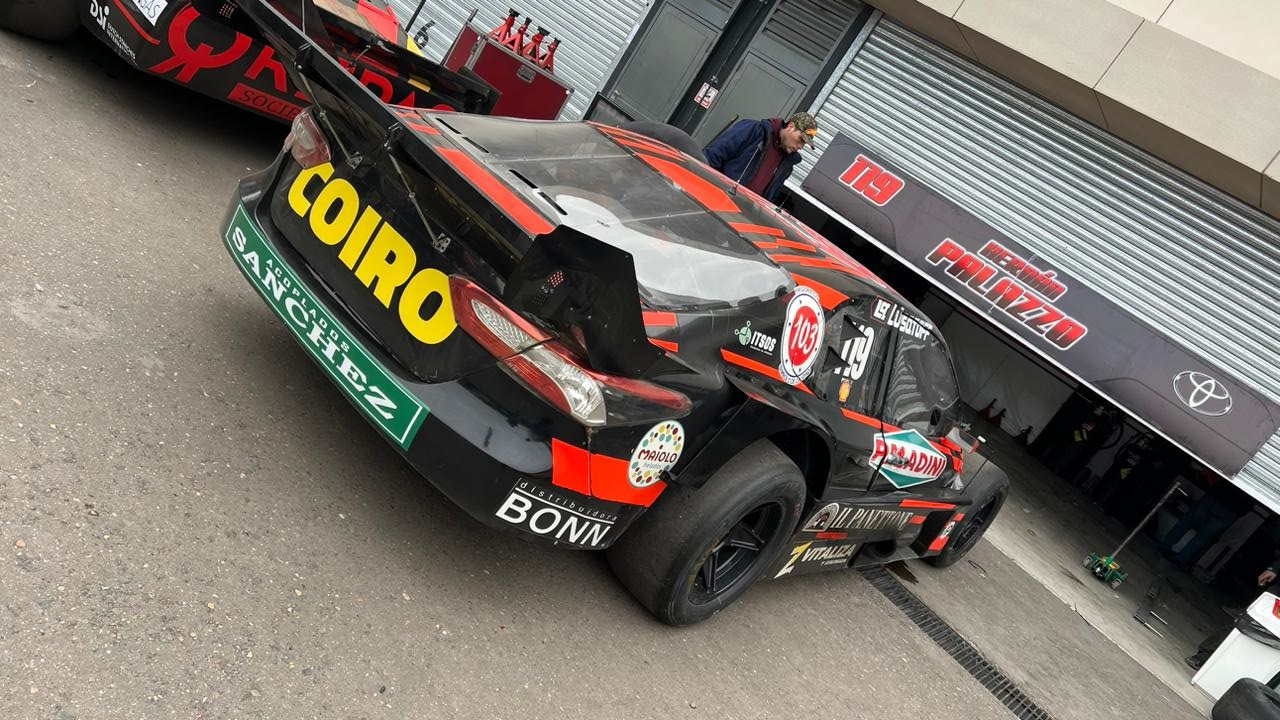
Vista trasera de un Toyota Camry TC.

En 2018 el entonces presidente de la Asociación Corredores de Turismo Carretera, Hugo Mazzacane, llevó adelante reuniones de negocio con el entonces presidente de Toyota Argentina, Daniel Herrero, con el fin de lograr una alianza entre ambas entidades, tanto en lo comercial como en lo deportivo. Si bien el objetivo tuvo sus primeros frutos con la incorporación a partir de 2021 de un equipo oficial en la divisional TC Pick Up con dos Toyota Hilux, la intención fue la de ir más allá y tratar de establecer un equipo oficial dentro del Turismo Carretera, con una unidad 100% propia. En este aspecto, el modelo elegido fue el Toyota Camry XV70, presentado a nivel mundial en el año 2017.
Tras nuevas reuniones, finalmente el 13 de octubre se anunció el acuerdo por el cual la marca Toyota se integraba 100% a la parrilla del Turismo Carretera con equipo y automóviles propios, con la incorporación del modelo Camry como quinto modelo para la categoría. Tal anuncio y presentación generó dudas y controversias con relación al modelo a presentar, ya que se trataba de un modelo diseñado con conceptos aerodinámicos del siglo XXI, frente a los históricos modelos de la categoría cuyos diseños datan de los años 1960, provocando un amplio rechazo a esta incorporación por parte de la gran mayoría de los aficionados.

### Desarrollo y presentación del modelo
Tras las presentaciones de rigor, desde Toyota Argentina se comenzó con los trabajos de diseño, adaptación y construcción del nuevo prototipo para incursionar en el Turismo Carretera a partir de la temporada 2022. Para ello, tales tareas le fueron delegadas al equipo Dole Racing, encargado también de la puesta en pista de las camionetas de la categoría TC Pick Up. En este sentido, el equipo que también dirige el taller de producción de estructuras para los automóviles de TC, inició su trabajo basando el proyecto sobre una estructura diseñada originalmente para Torino Cherokee. Tras la elección de este modelo, se procedió al moldeo del carrozado tomando como matriz a un modelo de serie del Camry XV70, a fin de respetar la silueta original del coche, aunque a diferencia de este último, fueron suprimidas las puertas de acceso a las plazas traseras, se desplazaron los pilares B unos centímetros más atrás y en consecuencia, fueron alargadas las puertas delanteras, pasando a convertir a este coche de un sedán de cuatro puertas a una coupé de dos, mientras que para su motorización se dispuso la implementación de un motor con parámetros para el modelo Dodge Cherokee, siendo este un motor de 6 cilindros en línea de posición longitudinal, de 3210 cm³. El conjunto mecánico se completa con la implementación de una caja de cambios secuencial de 6 marchas, marca Sáenz TT Series, homologada por ACTC.
Tras la presentación oficial del equipo, ACTC dispuso una serie de pruebas para evaluar el comportamiento del Camry TC con relación a un Chevrolet Chevy, a fin de lograr establecer los parámetros que permitiesen poner al nuevo modelo en situación de paridad con los modelos clásicos del TC. En virtud de los resultados obtenidos de dichas pruebas y con inicio del campeonato cerca, finalmente se dispuso la creación de un reglamento diferenciado para el Camry TC, con el fin de lograr el balance adecuado para este prototipo.

### Expansión y homologación para las distintas categorías de ACTC
Tras haber concluido su primer año en el Turismo Carretera, nuevos planes se trazaron para el Toyota Camry TC, entre los que se contemplaba la homologación del modelo para las categorías menores de la Asociación Corredores de Turismo Carretera. Al mismo tiempo, se hizo pública la noticia de la construcción de un tercer Camry (además de los dos oficiales, atendidos por Dole Racing con apoyo oficial) por parte del equipo Maquin Parts Racing, con la intención de ponerlo en pista a partir del año 2023.
Tras el anuncio de la homologación del Camry TC para las distintas categorías de la ACTC, quien finalmente terminó presentando una nueva unidad de este modelo, pero para la categoría TC Pista, fue el equipo Coiro Dole Racing (mismo equipo que se encargó de atender las unidades del equipo oficial Toyota de TC), que terminó confiando su unidad al piloto José Hernán Palazzo, aunque a diferencia del equipo en el TC, este coche no llevó apoyo oficial de la marca japonesa. Por su parte, el estreno de la unidad construida por el Maquin Parts Racing se pospuso, principalmente por cambios de prioridades en la agenda de trabajos del equipo (que había centrado sus esfuerzos para la construcción de una camioneta de TC Pick Up), lo que terminó atrasando los avances en el proyecto, a la vez de no terminar de decidir quien iba a ser el piloto encargado de su estreno. Finalmente y tras confirmar a Esteban Gini como responsable para el debut de esta unidad, el Toyota Camry del equipo Maquin Parts Racing debutó finalmente el 25 de julio de 2023, en la competencia denominada "Desafío de las Estrellas", corrida en el Circuito San Juan Villicum.

### Toyota Camry NG
Tras el anuncio a finales del año 2023 del proceso de renovación total del parque automotor del Turismo Carretera, el Toyota Camry TC no fue ajeno a esta movida, aunque en su caso fueron promovidas reformulaciones desde la parte estética.  Estructural y mecánicamente, el coche siguió siendo el mismo que fuera presentado en 2022, pero en lo estético se buscó adecuarlo a la temática presentada para llevar a cabo la renovación de la categoría. Por tal motivo, al nuevo Toyota Camry TC se lo dotó de un nuevo conjunto frontal, el cual respetaba los rasgos de diseño de fábrica del modelo, en sustitución del postizo genérico empleado para los modelos de vieja generación del TC. Por otra parte y al igual que los modelos de sus marcas rivales, se prescindió del uso de los pontones laterales, devolviendo al modelo un poco de su fisonomía original. Otras modificaciones tuvieron lugar en cuanto al paquete aerodinámico externo, siendo dotados de nuevos conjuntos de alerones, a la vez de prescindir del uso de tomas dinámicas para el ingreso de aire en los carburadores de los motores. De esta forma, quedaron definidas dos generaciones para el modelo Toyota Camry, siendo la que se había presentado inicialmente en 2022 destinada al TC Pista, con proyección a presentar el modelo en las demás categorías inferiores de ACTC en el futuro, mientras que el denominado Toyota Camry NG quedó destinado exclusivamente para el Turismo Carretera. Más allá de esta alternativa, a comienzos de la temporada 2024, el piloto Esteban Gini inició la temporada e incursionó en la primera parte del campeonato, al comando de un Camry con configuración antigua, dentro del equipo Maquin Parts Racing. Con esta unidad, Gini obtuvo la victoria en la séptima fecha corrida en el Autódromo Ciudad de Rafaela, siendo la última del modelo Camry con esa configuración. Tras esta victoria Gini finalmente actualizó su unidad, dando fin a la incursión de la primera generación del Camry en el Turismo Carretera.